# Григоркино (Ленинградская область)
Григоркино — деревня в Самойловском сельском поселении Бокситогорского района Ленинградской области.

## История
ГРИГОРКИНО — деревня Данилоконецкого общества, прихода села Никола. 

Крестьянских дворов — 22. Строений — 30, в том числе жилых — 22. Две водяные мельницы. Жители занимаются рубкой, возкой и сплавом леса. 

Число жителей деревни по семейным спискам 1879 г.: 47 м. п., 56 ж. п.; по приходским сведениям 1879 г.: 47 м. п., 67 ж. п.

В конце XIX — начале XX века деревня административно относилась к Деревской волости 5-го земского участка 3-го стана Тихвинского уезда Новгородской губернии.
В начале XX века близ деревни при озере Озерском находился жальник.

ГРИГОРКИНО — деревня Данилоконецкого общества, число дворов — 33, число домов — 49, число жителей: 66 м. п., 71 ж. п.; Занятия жителей: земледелие. Колодец. Хлебозапасный магазин. (1910 год)

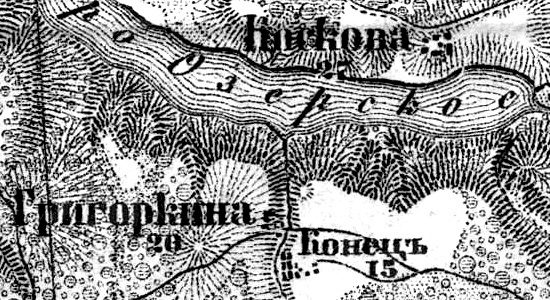
Деревня Григоркино на карте 1917 года

Согласно карте Новгородской губернии 1917 года, деревня называлась Григоркина и насчитывала 20 крестьянских дворов, смежно с ней находилась деревня Конец из 15 дворов.
С 1917 по 1918 год деревня входила в состав Деревской волости Тихвинского уезда Новгородской губернии.
С 1918 года, в составе Череповецкой губернии.
С 1924 года, в составе Пикалёвской волости.
С 1927 года, в составе Пакшеевского сельсовета Пикалёвского района.
С 1928 года, в составе Окуловского сельсовета. В 1928 году население деревни составляло 162 человека.
С 1932 года, в составе Ефимовского района.
По данным 1933 года деревня называлась Грелоркино и входила в состав Окуловского сельсовета Ефимовского района.
С 1952 года, в составе Бокситогорского района.
С 1963 года, вновь в составе Ефимовского района.
С 1965 года вновь в составе Бокситогорского района. В 1965 году население деревни составляло 27 человек.
По данным 1966 и 1973 годов деревня Григоркино также входила в состав Окуловского сельсовета.
По данным 1990 года деревня Григоркино входила в состав Самойловского сельсовета.
В 1997 году в деревне Григоркино Самойловской волости проживали 2 человека, в 2002 году — 1 (русский).
В 2007 году в деревне Григоркино Самойловского СП проживал 1 человек, в 2010 году — постоянного населения не было.

## География
Деревня расположена в северо-западной части района к востоку от автодороги 41К-035 (Большой Двор — Самойлово).
Расстояние до административного центра поселения — 13 км.
Расстояние до ближайшей железнодорожной платформы Обринский на линии Волховстрой I — Вологда — 13 км. 
Деревня находится на южном берегу Озерского озера — разлива реки Тихвинки.

## Демография
| 1997 | 2002 | 2007 | 2010 | 2017 |
| ---- | ---- | ---- | ---- | ---- |
| 2    | ↘1   | →1   | ↘0   | ↗12  |